# Artur Davtyan
Artur Davtyan (arménien : Արթուր Դավթյան) est un gymnaste artistique arménien, né le 8 août 1992 à Erevan.
Son frère Vahagn Davtyan pratique aussi la gymnastique artistique.

## Palmarès

### Jeux olympiques
- Tokyo 2020
  -  médaille de bronze au saut de cheval
- Paris 2024
  -  médaille d'argent au saut de cheval

### Championnats du monde
- Doha 2018
  - 9e au concours par équipes
- Liverpool 2022
  -  médaille d'or au saut de cheval

### Championnats d'Europe
- Moscou 2013
  -  médaille de bronze au saut de cheval

- Montpellier 2015
  - 4e au saut de cheval

- Berne 2016
  -  médaille d'argent au saut de cheval

- Bâle 2021
  -  médaille d'or au cheval d'arçons

- Munich 2022
  -  médaille d'argent au saut de cheval

- Antalya 2023
  -  médaille d'or au saut de cheval
  -  médaille de bronze au cheval d'arçons

- Rimini 2024
  -  médaille d'argent au saut de cheval

### Jeux européens
- Minsk 2019
  -  médaille d'or au saut de cheval